# Syrphus currani
Syrphus currani är en tvåvingeart som beskrevs av Fluke 1939. Syrphus currani ingår i släktet solblomflugor, och familjen blomflugor. Inga underarter finns listade i Catalogue of Life.